# 胡朝臣
胡朝臣（1514年—？），字汝鄰，號敬所，浙江紹興府會稽縣人，民籍，明朝政治人物。

## 生平
浙江鄉試第十八名舉人。嘉靖二十六年（1547年）中式丁未科會試第二百五十九名，登第二甲第八十三名進士。禮部觀政，任工部屯田司主事，三十年十月升通政使司右参议，三十一年六月因工部造作军器冒破数多，降一级调外任河東运判，九月再次被逮入镇抚司诏狱。四十二年六月被释放出狱。

## 家族
曾祖胡慶；祖父胡謹，壽官；父胡廷璋，典史。母趙氏。严侍下。子学孔、学益。